# Mateja Kežman
Mateja Kežman (Beograd, 12. travnja 1979.) bivši je srbijanski nogometaš. 
Igra na poziciji napadača. Karijeru je počeo u FK Zemun, a nastavio u Radničkom iz Pirota, Loznici i Sartidu iz Smedereva. U 19. godini je prešao u FK Partizan iz Beograda. U sezoni 1998./99. je u 38 utakmica postigao 28 golova i postao najbolji strijelac lige. Prvi nastup u reprezentaciji Jugoslavije je odigrao u prijateljskom meču protiv Kine, u svibnju 2000. godine, u kome je i postigao gol. Do sada je za reprezentaciju postigao 16 golova. 
U 21. godini prelazi u PSV iz Eindhovena i iste godine postaje najbolji strijelac nizozemske prve lige postigavši 24 gola u 33 utakmice. U Eindhovenu dobiva nadimak Batman. Za ekipu PSV-a je postigao 81 gol za tri godine. 
Nakon PSV-a prelazi u Chelsea iz Londona u sezoni 2004./05. Nakon Chelsea potpisuje ugovor s Atléticom iz Madrida. 2006./07. Fenerbahçe Od 2009. do 2010. godine je igrao za pariški PSG. odakle je bio posuđen u Zenitu iz Sankt-Peterburga.